# Gorges de Gō

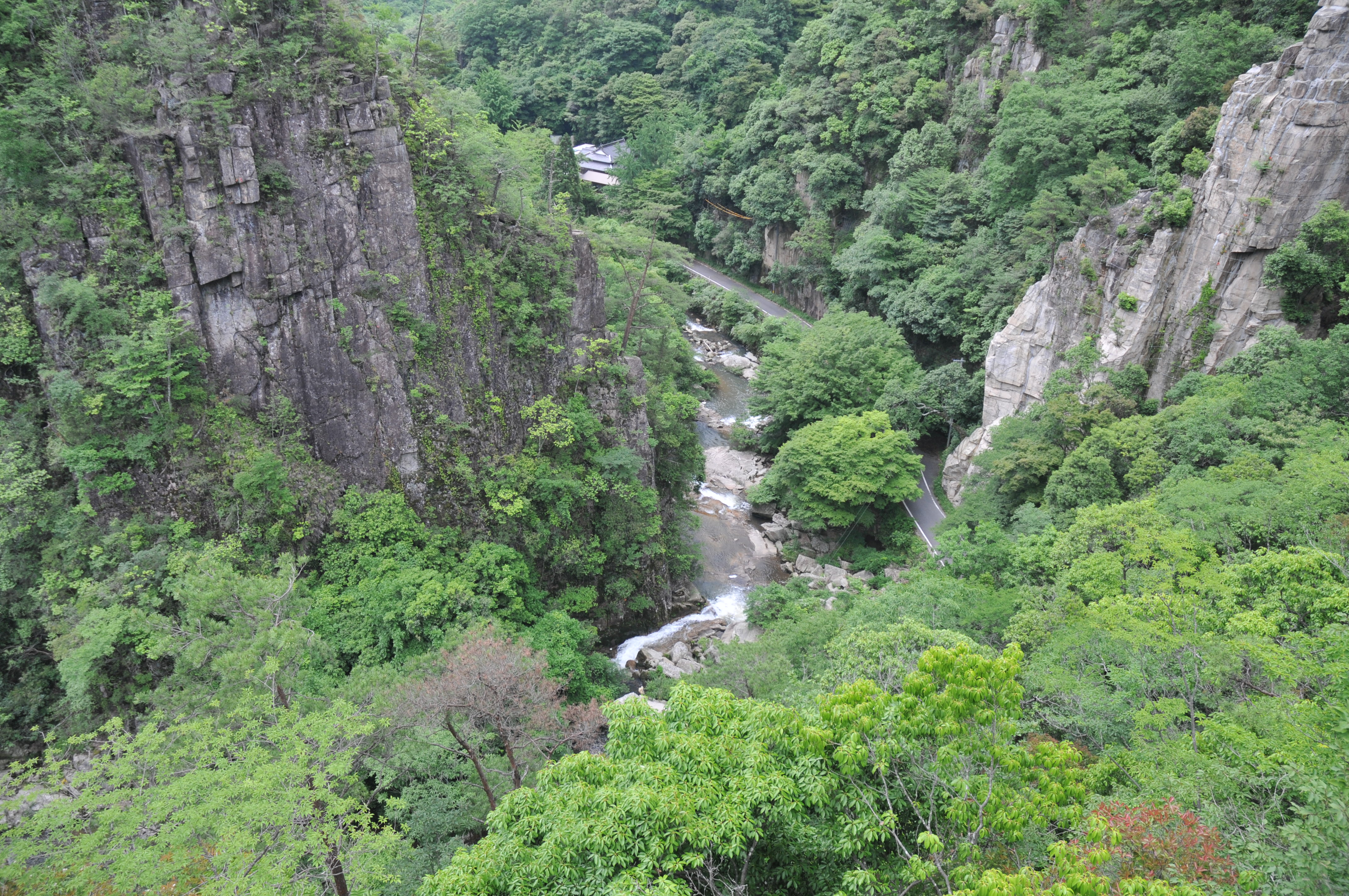
Les gorges de Gō (2008).

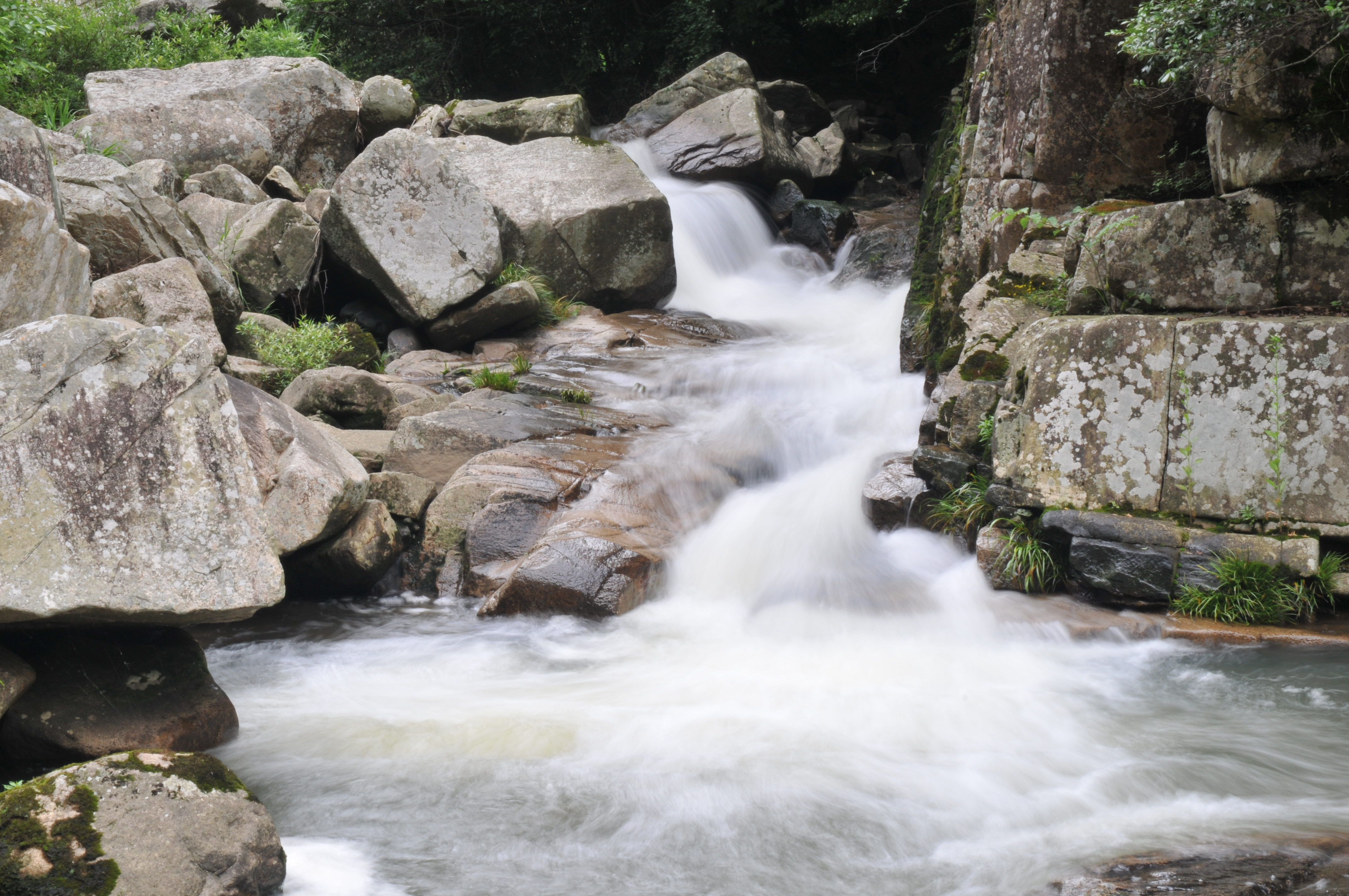
Au fond des gorges coule la rivière Makidani.

Les gorges de Gō (豪渓, Gōkei) sont une vallée formée par la rivière Makidani (un affluent du fleuve Takahashi) qui s'étend de l'extrême nord de Sōja à Kibichūō (anciennement Kayō) dans la préfecture d'Okayama au Japon. Longue d'environ 600 m, la zone compte d'étranges formations rocheuses en granit résultant de l'érosion due à la pluie et au vent. La région est devenue une attraction locale pour ceux qui veulent admirer la beauté des paysages et les étranges formations, conduisant à son classement en 1923 comme lieu de beauté pittoresque de niveau national au Japon.
Parmi les lieux remarquables des gorges de Gō figurent le Ganpō (岩峰) de 330 m de haut, Tenchūzan (天柱山) ainsi que Kengamine (剣峰) et le mont Unate (雲梯山, Unatesan). La zone est accessible par la route préfectorale 57 d'Okayama (aussi appelée route Sōja-Kayō).